# Devoti dell'Islam
I Devoti dell'Islam (in iraniano: جمعیت فدائیان اسلام; in inglese: Society of Fadayeen Islam) sono un gruppo politico fondamentalista sciita iraniano. È stato fondato nel 1946, e legalizzato il 2 luglio 1989.
Una presunta organizzazione terroristica, è stato fondato da uno studente di teologia Mojtaba Mir-Lohi, soprannominato Navvab Safavi. Quest'ultimo cercò di "purificare" l'Islam in Iran liberandolo da "individui corruttori" mediante assassini accuratamente pianificati di alcune figure intellettuali e politiche di primo piano.